# Laverna
Laverna è una divinità della mitologia romana appartenente al gruppo dei cosiddetti Di indigetes.
Protettrice dei ladri  e degli impostori, il suo culto era presente soprattutto a Roma (come attesta Festo) con ben due lucus: aveva infatti un'ara e un boschetto sacri sull'Aventino, presso la porta delle mura serviane che perciò prendeva il suo nome (porta Lavernalis) e un bosco sacro sulla Via Salaria; Laverna era però venerata anche in altre località italiane, soprattutto nel centro della penisola.
Secondo fonti tratte di Settimio Sereno (II sec. d.C.) le si offrivano libagioni con la mano sinistra, il che la includerebbe tra le divinità del mondo sotterraneo. Ancor prima del predominio di Roma, Laverna era una antichissima dea italica dell'ombra e della morte: questo la associa alla successiva Proserpina ed almeno in parte alla greca Ecate; era una dea così oscura che i suoi templi erano le grotte, dove spesso trovavano rifugio pastori o malfattori. Nel mondo romano successivo, Laverna fu successivamente associata ai ladri, di cui divenne la patrona, perdendo i suoi attributi di dèa ctonia dell'Oltretomba. Il celebre Santuario Francescano della Verna sorse proprio sopra  un luogo di culto della dea Laverna, come attesta questa testimonianza di Padre Salvatore Vitale, un erudito francescano del Seicento: 
Questo sacro Monte, per tradizione di memoria antichissima si sa, e per molti Autori, che fu nominato Laverna per un Tempio di Laverna, Dea gentilica di ladroni quivi edificato, e frequentato da molti crassatori e ladri che stavano dentro al folto bosco che lo veste; e spesse, profonde ed orrende caverne e burroni, dove sicuri dimoravano per spogliare e predare li viandanti...»
A Laverna è intitolato l'asteroide 2103 Laverna.